# 县官 (称号)
县官，秦汉时对皇帝的代称。
先秦文献中，仅有两例县官。秦汉文献常见县官一词。唐朝司马贞《史記索隱》解释：县官谓天子也。所以谓国家为县官者，夏家王畿内县即国都也。王者官天下，故曰县官也。《汉书·霍光传》，顏師古注引如淳曰：县官谓天子。
2009年，公布里耶秦简8-461简内容，是秦灭六国后颁布的名号更替汇编，其中两条规定：“王室曰县官”、“公室曰县官”。当代研究者指出，词源即是《礼记·王制》天子居县内(王畿)、官天下的王制理论。秦始皇依照这一理论，将王朝和帝室取名为“县官”，意为从诸侯国君升格为天子，成为居住在县内（王畿）统治天下的官。